# Guizhou
Le Guizhou (chinois simplifié : 贵州 ; chinois traditionnel : 貴州 ; pinyin : guìzhōu, autrefois en français : Kouy-Tchéou) est une province intérieure du sud de la république populaire de Chine dont le chef-lieu est Guiyang.
Le Guizhou est riche en ressources naturelles, culturelles et environnementales. Son industrie naturelle comprend le bois et la sylviculture, et les industries de l'énergie et des mines constituent une part importante de son économie. Néanmoins, le Guizhou est considéré comme une province relativement pauvre et économiquement peu développée, avec le septième PIB par habitant le plus bas de Chine en 2019. Cependant, c'est aussi l'une des économies chinoises à la croissance la plus rapide. Le gouvernement chinois cherche à développer le Guizhou en tant que centre de données,.

## Présentation
Le Guizhou est une province montagneuse, avec ses altitudes plus élevées à l'ouest et au centre. Il se trouve à l'extrémité orientale du plateau de Yungui. Sur le plan démographique, c'est l'une des provinces les plus diversifiées de Chine. Les groupes minoritaires représentent plus de 37% de la population, y compris des populations importantes des peuples Miao, Bouyei, Dong, Tujia et Yi, qui parlent tous des langues distinctes du chinois. La principale langue parlée au Guizhou est le mandarin du sud-ouest, une variété de mandarin.
Il a été recensé 17 minorités ethniques, dont les Miaos, les Buyeis, les Dongs et les Zhuangs. La plupart des groupes ethniques non officiellement reconnus en Chine sont situés dans la province de Guizhou.

## Histoire

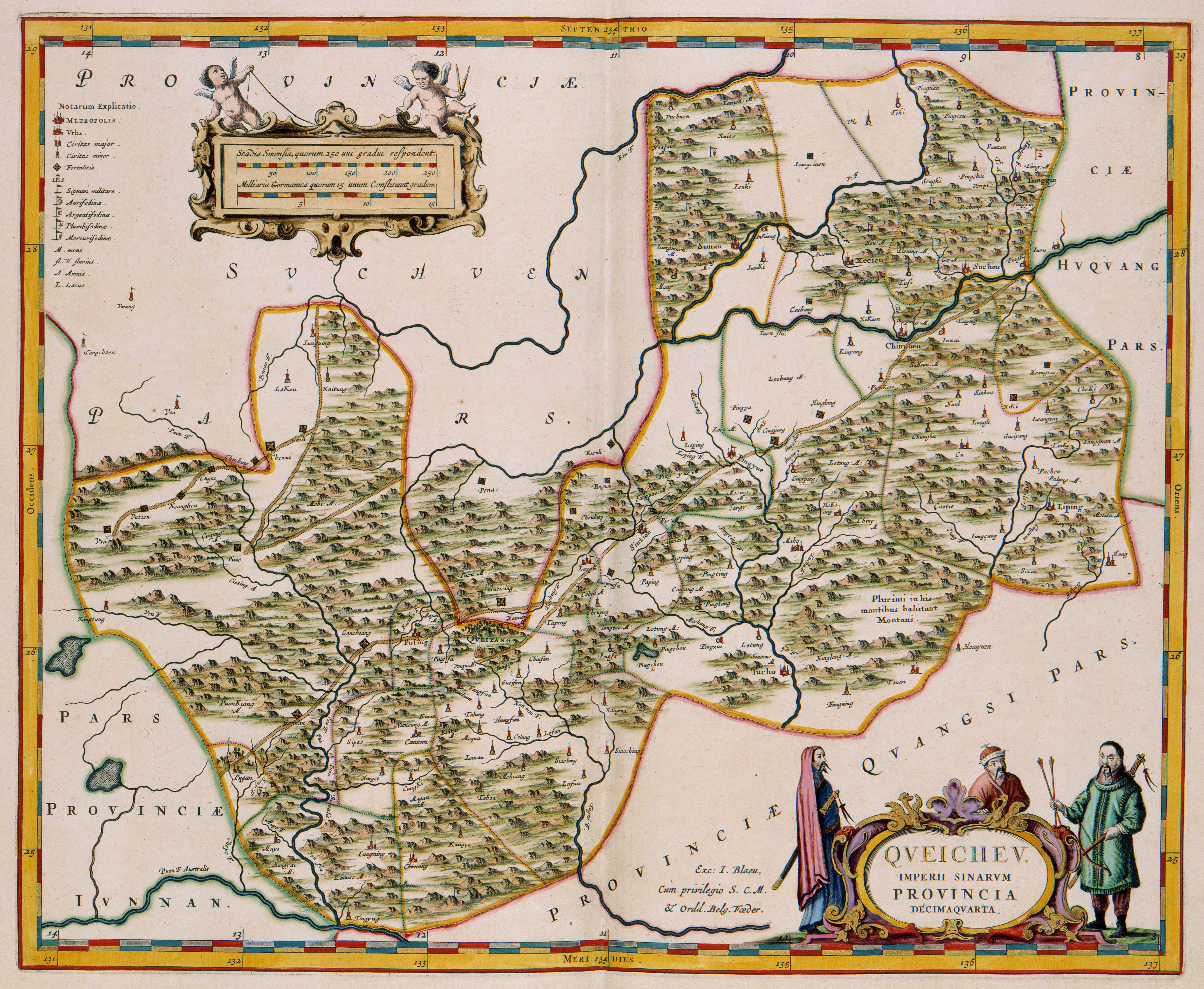
Guizhou en 1655.

Les preuves de la colonisation par les humains au Paléolithique moyen sont indiquées par des objets en pierre, y compris des pièces de Levallois, découverts lors de fouilles archéologiques à la grotte de Guanyindong. Ces artefacts ont été datés il y a environ 170 000 à 80 000 ans en utilisant des méthodes de luminescence à stimulation optique(5)
Elle faisait partie autrefois de l'ancien royaume de Yelang.
Après la fin de la guerre, une révolution de 1949 a propulsé Mao au pouvoir, qui a encouragé la délocalisation de l'industrie lourde dans des provinces intérieures telles que le Guizhou, afin de mieux les protéger des attaques soviétiques et américaines. La pandémie de grippe de 1957 a commencé au Guizhou et a tué un million de personnes dans le monde. Après le début de la réforme économique chinoise en 1978, des facteurs géographiques ont conduit le Guizhou à devenir l'une de province la plus pauvre de Chine, avec une croissance moyenne du PIB de 9 pour cent entre 1978 et 1993.

## Subdivisions administratives

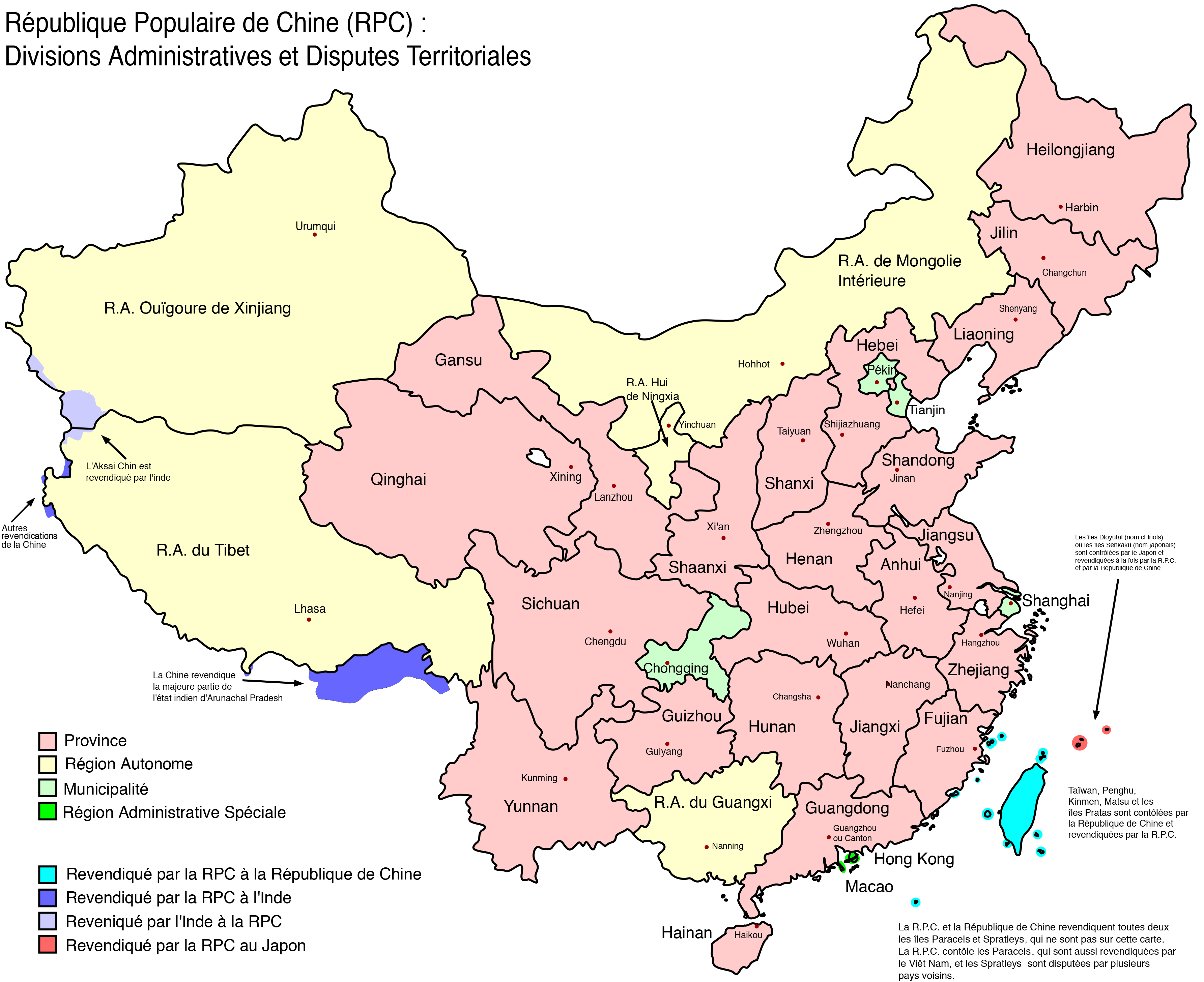
Divisions administratives et disputes territoriales de la république populaire de Chine.

Guizhou est divisée en neuf structures de niveau préfecture : six villes-préfectures et trois préfectures autonomes. Les neuf subdivisions de niveau préfectures sont elles-mêmes subdivisées en 88 structures de niveau districtal : 14 districts, 7 Villes-districts, 55 Xian, 11 Xians autonomes et le District spécial de Liuzhi.
| Subdivisions administratives du Guizhou | Subdivisions administratives du Guizhou | Subdivisions administratives du Guizhou                   | Subdivisions administratives du Guizhou | Subdivisions administratives du Guizhou | Subdivisions administratives du Guizhou | Subdivisions administratives du Guizhou | Subdivisions administratives du Guizhou | Subdivisions administratives du Guizhou | Subdivisions administratives du Guizhou | Subdivisions administratives du Guizhou |
| --------------------------------------- | --------------------------------------- | --------------------------------------------------------- | --------------------------------------- | --------------------------------------- | --------------------------------------- | --------------------------------------- | --------------------------------------- | --------------------------------------- | --------------------------------------- | --------------------------------------- |
| District Xian                           |                                         |                                                           |                                         |                                         |                                         |                                         |                                         |                                         |                                         |                                         |
| #                                       | Nom                                     | chinois Hanyu Pinyin                                      | Population (2010)                       | Superficie                              | Densité                                 | Siège                                   | Subdivisions                            | Subdivisions                            | Subdivisions                            | Subdivisions                            |
| #                                       | Nom                                     | chinois Hanyu Pinyin                                      | Population (2010)                       | Superficie                              | Densité                                 | Siège                                   | Districts                               | Xians                                   | Xians autonomes                         | Villes-district                         |
| — Villes-préfectures —                  |                                         |                                                           |                                         |                                         |                                         |                                         |                                         |                                         |                                         |                                         |
| 1                                       | Bijie                                   | 毕节市 Bìjíe Shì                                          | 6 536 370                               | 26844 km²                               |                                         | Ville-district de Bijie                 | 1                                       | 6                                       | 1                                       |                                         |
| 2                                       | Zunyi                                   | 遵义市 Zūnyì Shì                                          | 6 127 009                               | 30781 km²                               |                                         | District de Huichuan                    | 3                                       | 7                                       | 2                                       | 2                                       |
| 3                                       | Tongren                                 | 铜仁市 Tóngrén Shì                                        | 3 092 365                               | 18006 km²                               |                                         | Ville-district de Tongren               | 2                                       | 4                                       | 4                                       |                                         |
| 4                                       | Liupanshui                              | 六盘水市 Liùpánshuǐ Shì                                   | 2 851 180                               | 9965 km²                                |                                         | District de Zhongshan                   | 2                                       | 1                                       |                                         | 1                                       |
| 5                                       | Anshun                                  | 安顺市 Ānshùn Shì                                         | 2 297 339                               | 9253 km²                                |                                         | District de Xixiu                       | 2                                       | 1                                       | 3                                       |                                         |
| 6                                       | Guiyang                                 | 贵阳市 Guìyáng Shì                                        | 4 324 561                               | 8047 km²                                |                                         | District de Guanshanhu                  | 6                                       | 3                                       |                                         | 1                                       |
| — Préfectures autonomes —               |                                         |                                                           |                                         |                                         |                                         |                                         |                                         |                                         |                                         |                                         |
| 7                                       | Qianxinan                               | 黔西南布依族苗族自治州 Qiánxī'nán Bùyīzú Miáozú Zìzhìzhōu | 2 805 857                               | 16786 km²                               |                                         | Ville-district de Xingyi                |                                         | 6                                       |                                         | 2                                       |
| 8                                       | Qiannan                                 | 黔南布依族苗族自治州 Qiánnán Bùyīzú Miáozú Zìzhìzhōu      | 3 231 161                               | 26192 km²                               |                                         | Ville-district de Duyun                 |                                         | 9                                       | 1                                       | 2                                       |
| 9                                       | Qiandongnan                             | 黔东南苗族侗族自治州 Qiándōngnán Miáozú Dòngzú Zìzhìzhōu  | 3 480 626                               | 30278 km²                               |                                         | Ville-district de Kaili                 |                                         | 15                                      |                                         | 1                                       |

## Principales villes
| Agglomération | Désignation en chinois | Population de l'agglomération millions (2017) | Rang (Chine) | Superficie | Densité | Commentaire |
| ------------- | ---------------------- | --------------------------------------------- | ------------ | ---------- | ------- | ----------- |
| Guiyang       |                        | 4,275                                         | 19           | 596 km²    | 7200    |             |
| Liupanshui    |                        | 0,805                                         |              | 91 km²     | 8900    |             |
| Anshun        |                        | 0,585                                         |              | 67 km²     | 8700    |             |

## Sites remarquables
- Les paysages du mont Fanjing (梵净山, fànjìng shān), sur la Préfecture de Tongren.
- Les chutes Huangguoshu (黄果树瀑布, huángguǒ shù pùbù, « chute de l'arbre aux fruits jaunes ») qui, du haut de leurs 74 mètres, sont les plus hautes chutes d'eau de Chine.
- Le Village miao des mille foyers de Xijiang (西江千户苗寨, xījiāng qiānhù miáozhài), grand village Miao perché a flancs de collines.
- La vieille ville du Xian de Zhenyuan (镇远县, zhènyuǎn xiàn), vieux de plus de mille ans, placé le long d'une rivière, dans une vallée, carrefour de plusieurs cultures chinoises.

## Principales langues parlées dans le Guizhou

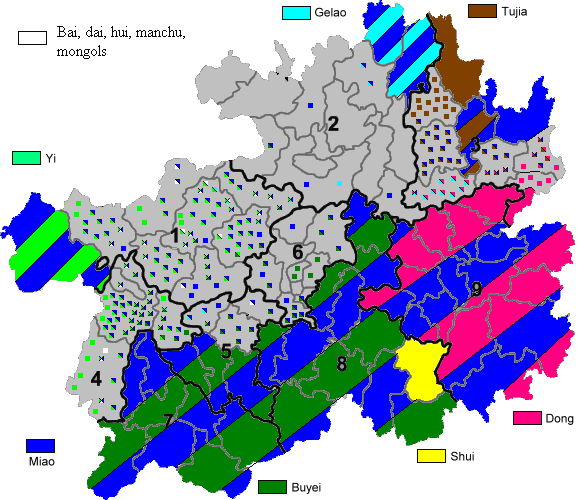
Répartition des minorités ethniques dans la province de Guizhou.

- Ai-cham
- Cao Miao
- Mak
- Sui